# Kogalîm
Kogalîm (în rusă Когалым) este un oraș din Districtul autonom Hantî-Mansi, Federația Rusă. Are o populație de 55.367 locuitori.